# Carmer (Adelsgeschlecht)

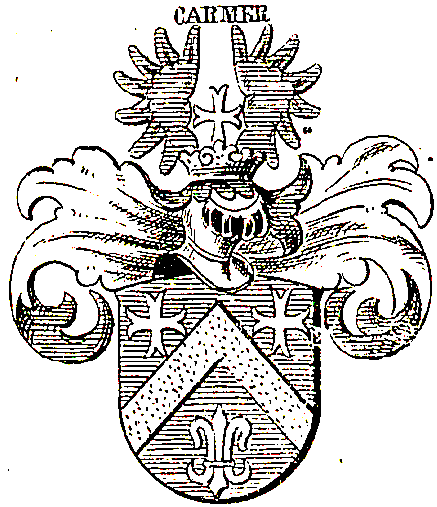
Stammwappen derer von Carmer

Carmer ist der Name eines preußischen Grafengeschlechts.

## Geschichte
Die Familie stammt aus der Normandie und ist von dort nach England gelangt. Im Gefolge Elisabeth Stuarts ließ sich ein Sohn der Familie in der Kurpfalz nieder. Von dessen Nachfahren trat Johann Heinrich von Carmer (1720–1801) als Kanzler in preußische Dienste. Er wurde am 12. Oktober 1791 in den preußischen Freiherrnstand und am 6. Juli 1798 in den preußischen Grafenstand erhoben.

## Angehörige
- Carl von Carmer (1861–1922), preußischer Politiker
- Friedrich von Carmer (1849–1915), Rittergutsbesitzer, Reichstagsabgeordneter
- Friedrich von Carmer-Borne (1827–1885), schlesischer Gutsbesitzer und Politiker
- Johann Heinrich von Carmer (1720–1801), preußischer Großkanzler und Justizreformer
- Maximilian von Carmer (1833–1912), preußischer Generalmajor

## Wappen
- Das Stammwappen zeigt in Blau einen goldenen Sparren oben von zwei silbernen Johanniterkreuzen und unten von einer silbernen Lilie begleitet. Auf dem Helm ein blauer offener Flug, dazwischen ein silbernes Johanniterkreuz. Die Helmdecken in blau-silber.
- Das gräfliche Wappen (1798) ist geviert mit Herzschild, darin in Silber zwei goldene verschlungene L (oder ein Z). In 1 und 4 in Blau einen goldenen Sparren, oben von zwei silbernen Johanniterkreuzen, unten von einer silbernen Lilie begleitet. In: 2 und 3 ein goldenes, schwarz gezäumtes Ross, wachsend über einem aus vier Reihen mit je acht schwarzen und silbernen Feldern gebildeten Schach. Zwei Helme mit silber-blauen Decken über der Grafenkrone. Auf dem rechten zwischen einem offenen schwarzen Flug schwebend ein silbernes Johanniterkreuz. Auf dem linken das Ross wachsend. Zwei preußische Adler als Schildhalter.
- Das freiherrliche Wappen (1791) unterscheidet sich lediglich in der Rangkrone.

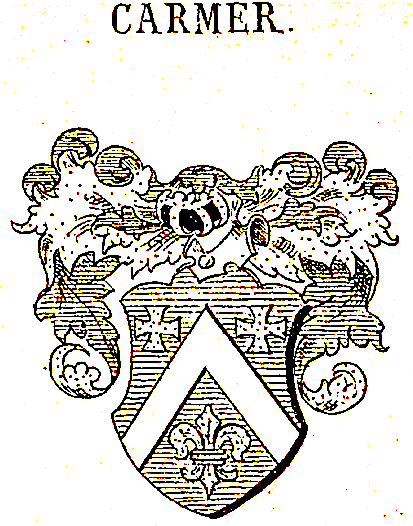
Stammwappen nach Siebmacher mit anderer Tingierung (Sparren silber, Kreuze u. Lilie Gold, Decken blau-gold)
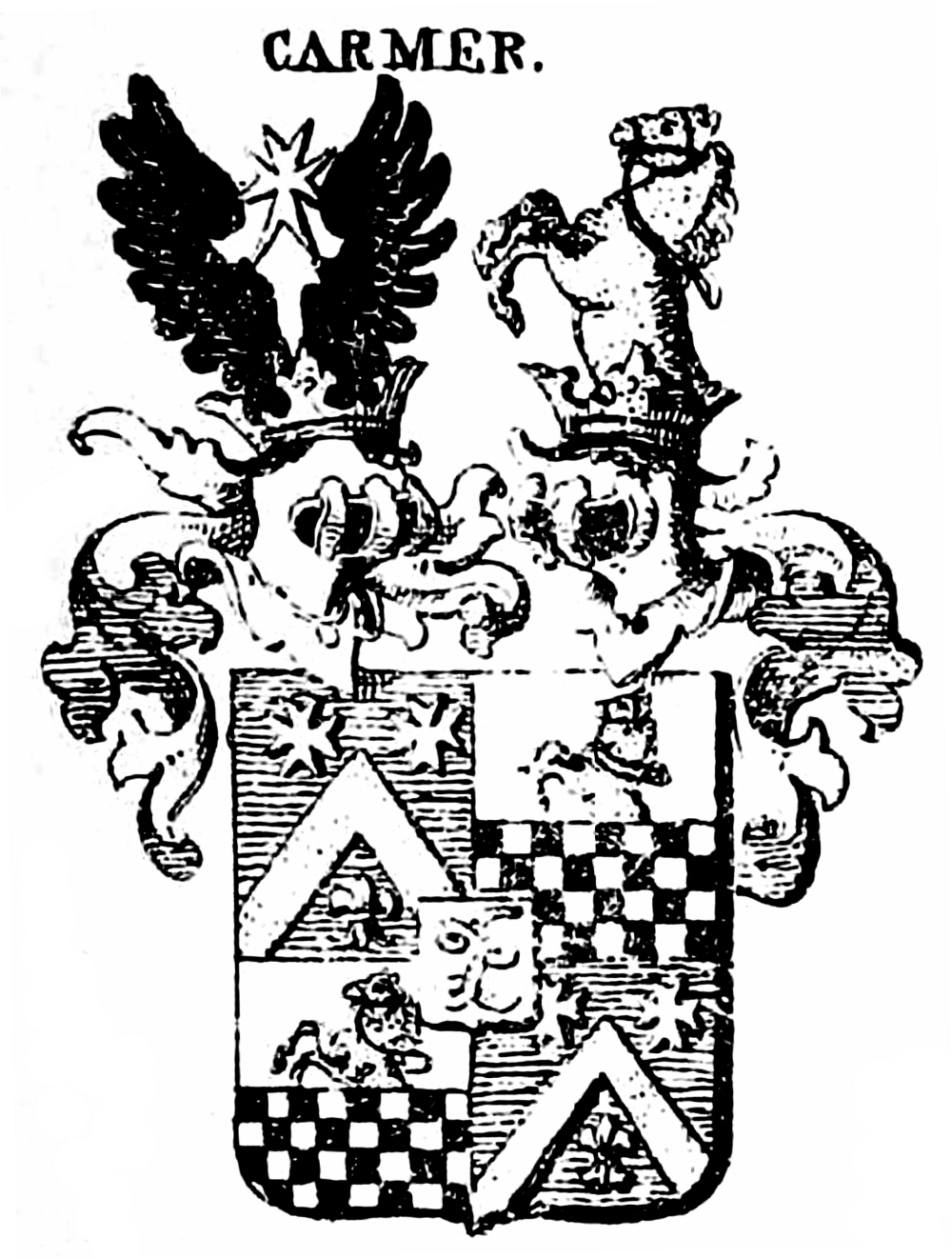
Freiherrenwappen derer von Carmer
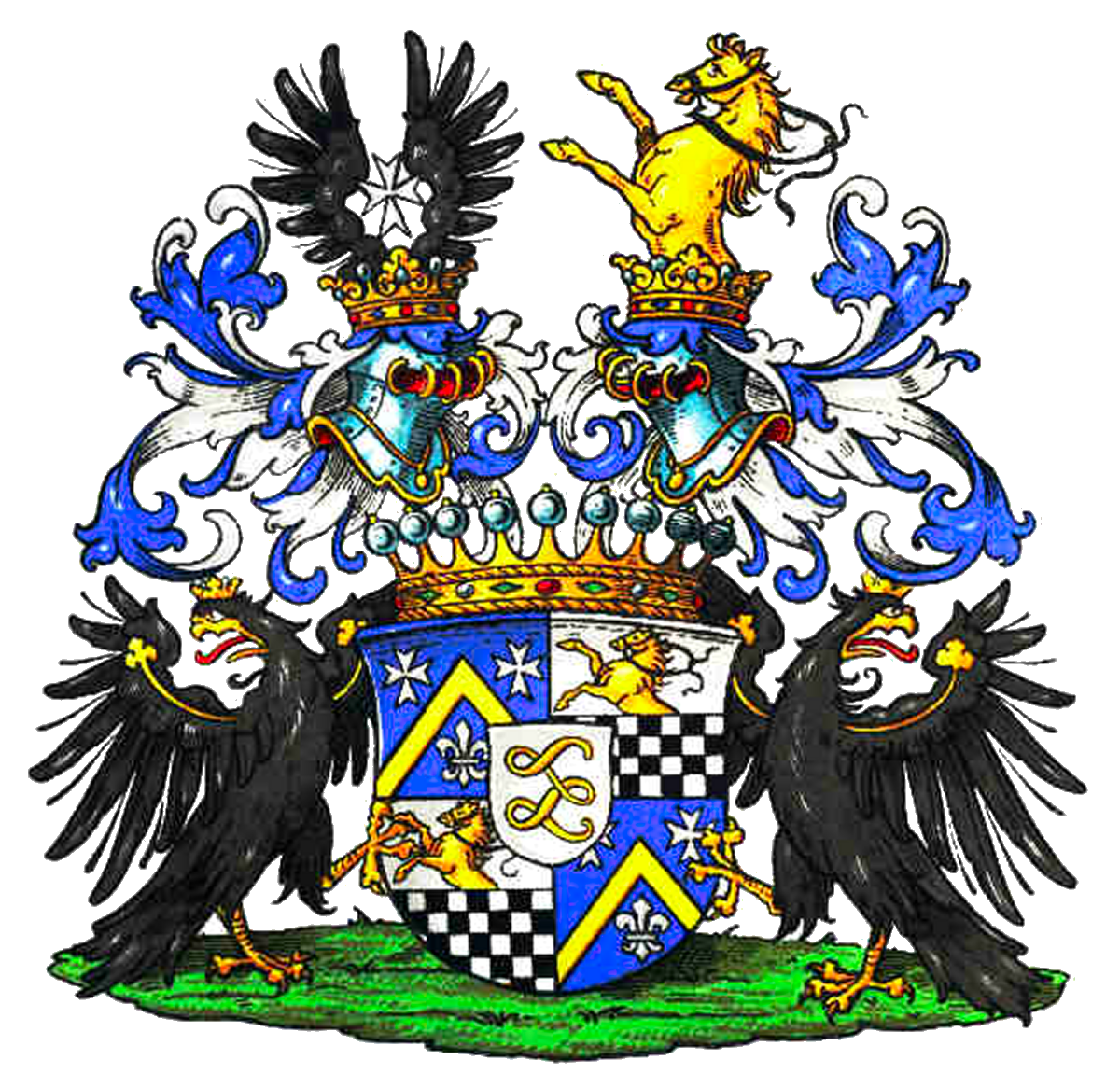
Wappen der Grafen von Carmer im Wappenbuch des Schlesischen Adels